# Pulsar (canción)
«Pulsar» es una canción y sencillo del músico de rock argentino Gustavo Cerati, escrita por él mismo. Fue lanzada como segundo sencillo de su álbum de estudio solista Amor amarillo, disco que fue lanzado paralelo a su carrera con Soda Stereo. Se podría considerar como una de las canciones más experimentales del disco ya que tiene como base musical al sampler. Este instrumento electrónico lo había comenzado a utilizar desde Colores santos con Daniel Melero y luego en Dynamo con Soda Stereo y le gustó mucho la versatilidad de este instrumento, lo que sería el comienzo de su gusto por la música electrónica que luego plasmaría en sus proyectos "Plan V" o "Roken".
A pesar de ser una canción distinta a lo que los seguidores de Gustavo Cerati estaban acostumbrados, es una de las canciones más populares y favoritas de estos y fue interpretada en la mayoría de los conciertos en los que se presentaba.

## Música
Tiene de base el sampler que acompaña la canción de inicio a fin. Está unida musicalmente sin pausas con Te llevo para que me lleves mediante sonidos generados por dicho instrumento (cuando termina la  canción, comienza «Pulsar»). Comienza con el sampler, que está sin compañía de otro instrumento hasta el minuto 0:46. Luego comienza la batería y el bajo seguidos de la voz de Gustavo Cerati. Recién en el minuto 2:29 se une la guitarra eléctrica, comenzando así la segunda parte de la canción. Se detienen todos los instrumentos excepto el sampler, rápidamente se vuelve a unir el bajo y la guitarra eléctrica. Al comenzar la batería de nuevo se pasa a la parte final de la canción. La canción termina con un potente solo de guitarra.
Esta canción contiene un fragmento del instrumental «Sirius» de The Alan Parsons Project del álbum Eye in the Sky de 1982.

## Video musical
El video musical que aparece en el DVD «Reversiones» fue grabado con un filtro color rosado en la cámara y muestra diferentes escenas, como el recorrido de una vía de tren y también se ve lo que parece un restaurante vacío en el que sólo aparecen Gustavo Cerati cantando y Cecilia Amenábar, esposa del músico en ese tiempo, que también aparece en el video musical de «Te llevo para que me lleves», canción en la que canta. Existe una versión del video con un filtro amarillo, utilizado ya anteriormente en televisión, que existe en VHS y también una con el filtro azul el cual es casi imposible de ubicar. Esto hace recordar el disco Entreat de The Cure que también salió en Azul, Amarillo y Rosado.

## Versiones
Una de las versiones más destacadas es la que Gustavo Cerati realizó en los estudios de la radio "FM 100" en 1994 (una de las pocas presentaciones para promocionar Amor amarillo), que es similar a la original y que cuenta con la destacada participación de su compañero de Soda Stereo, Zeta Bosio, tocando el bajo.
En las giras musicales de Canciones elegidas 93-04 (2004) y Ahí vamos (2006 - 2007), fue totalmente reversionada con un sonido más roquero.
Otra de las versiones es en 1999 en el Teatro Gran Rex durante la gira para promocionar el álbum Bocanada, esta versión tiene una intro más alargada, tirando más al lado del house.
Otra versión sucedió durante la gira para promocionar el álbum Fuerza natural (2009 - 2010), a esta versión se le acelera el sample y se le incluye una batería de fondo.
Otra de las versiones destacadas de Pulsar es la que realizó la banda Chilena III Puñales para el disco homenaje a Gustavo Cerati llamado La luz no deja de pulsar: músicos latinos recordando a Cerati, producido por José Gandaur y Zona Girante (2022).